# سی‌بی‌یو-۸۷

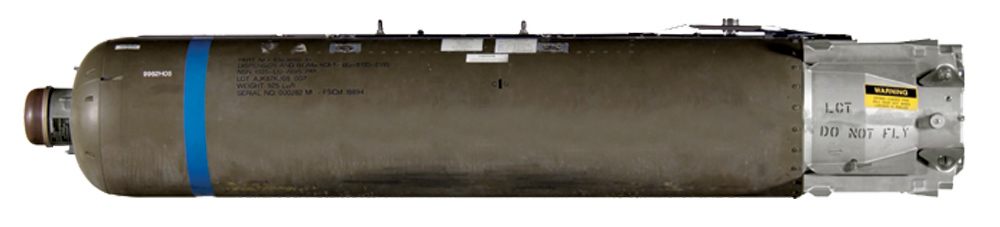

سی‌بی‌یو-۸۷ (انگلیسی: CBU-87 Combined Effects Munition) یک بمب خوشه ای ساخت دو شرکت آیروجت و هانی‌ول ایالات متحده آمریکا است. این بمب در سال ۱۹۸۶ با نمونه قبلی این بمب که در جنگ ویتنام استفاده شد توسط نیروی هوایی آمریکا جایگزین شد.
طراحی این بمب برای پرتاب از هواپیما در هر ارتفاع و هر سرعتی می‌باشد.